# Emmanuel Goffi
Emmanuel Roberto Goffi (nascido a 10 de dezembro de 1971), é um militar oficial da Força Aérea Francesa. Ele é um filósofo, especialista em ética e um especialista em relações internacionais. Ele actualmente é professor e pesquisador na Universidade de Manitoba, Winnipeg, Manitoba, no Canadá. O seu trabalho incide principalmente sobre a ética militar e estudos de segurança, e, mais especificamente, sobre a robotização do campo de batalha.